# 요안니스 흐리사피스
요안니스 흐리사피스(영어: Ioannis Chrysafis, 1873년 ~ 1932년 10월 12일)는 그리스의 체조 선수이다. 그는 아테네에서 열린 1896년 하계 올림픽에 참가했다.
흐리사피스는 단체 평행봉 종목에 출전했다. 카르벨라스는 단체 평행봉 종목에 에트니코스 체조단의 주장으로서 참가했으며 동메달을 목에 걸었다.